# Kanton Saint-Chamond-Sud
Kanton Saint-Chamond-Sud (francouzsky Canton de Saint-Chamond-Sud) je francouzský kanton v departementu Loire v regionu Rhône-Alpes. Tvoří ho jižní část městaSaint-Chamond a obec La Valla-en-Gier.